# Cervona Poleana, Mala Vîska
Cervona Poleana (în ucraineană Червона Поляна) este un sat în comuna Kirovka din raionul Mala Vîska, regiunea Kirovohrad, Ucraina.

## Demografie
Componența lingvistică a localității Cervona Poleana
     Ucraineană (94,74%)
     Română (1,75%)
Conform recensământului din 2001, majoritatea populației localității Cervona Poleana era vorbitoare de ucraineană (94,74%), existând în minoritate și vorbitori de română (1,75%).